# روب أرنولد
روب أرنولد (بالإنجليزية: Rob Arnold)‏ هو عازف قيثارة أمريكي، ولد في 3 يناير 1980.

## وصلات خارجية
- الموقع الرسمي